# Tenthredopsis litterata

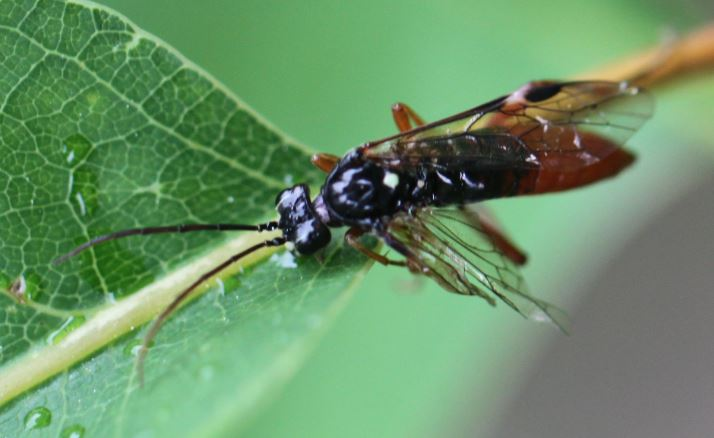
Tenthredopsis cf. litterata, Weibchen

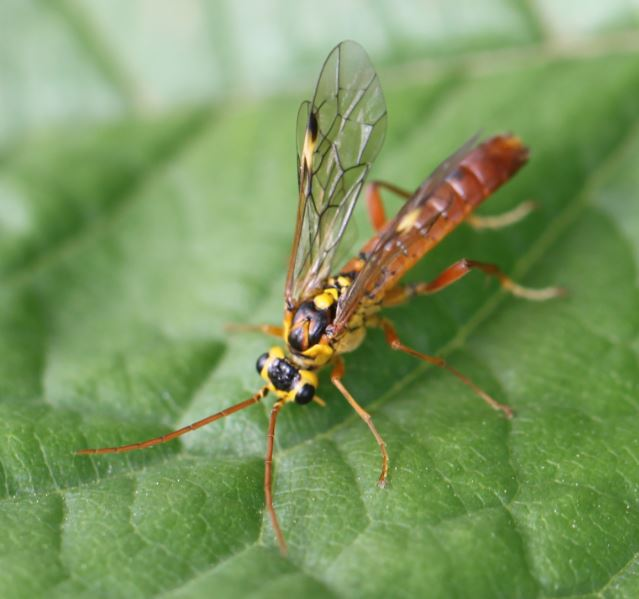
Tenthredopsis litterata, Männchen

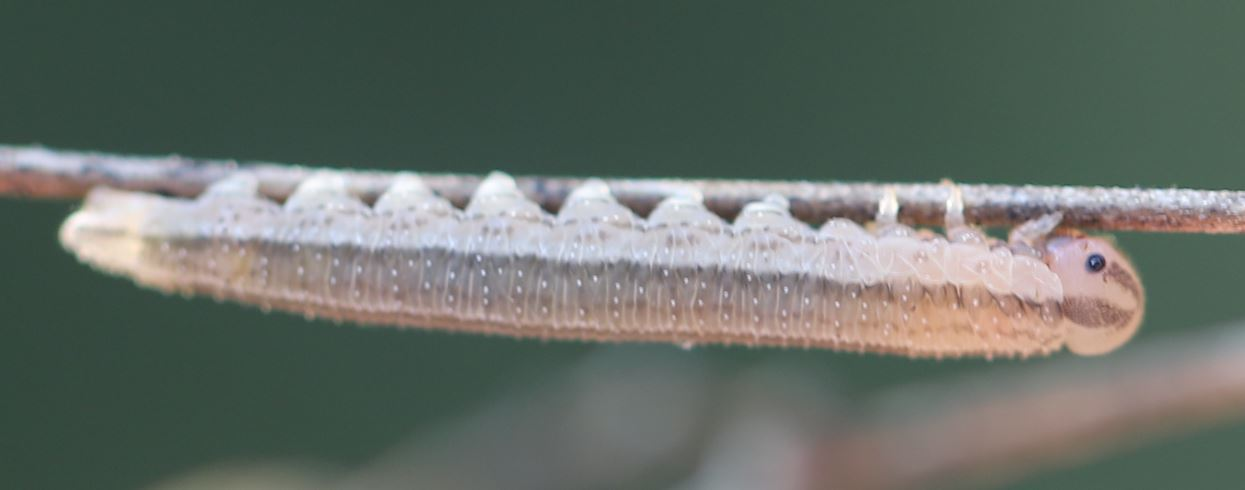
Larve, Seitenansicht

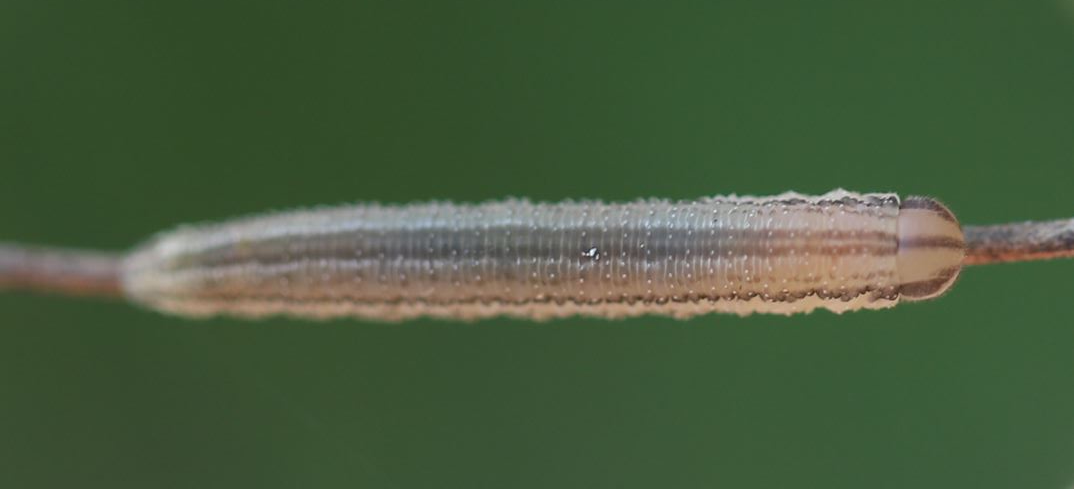
Larve, Dorsalansicht

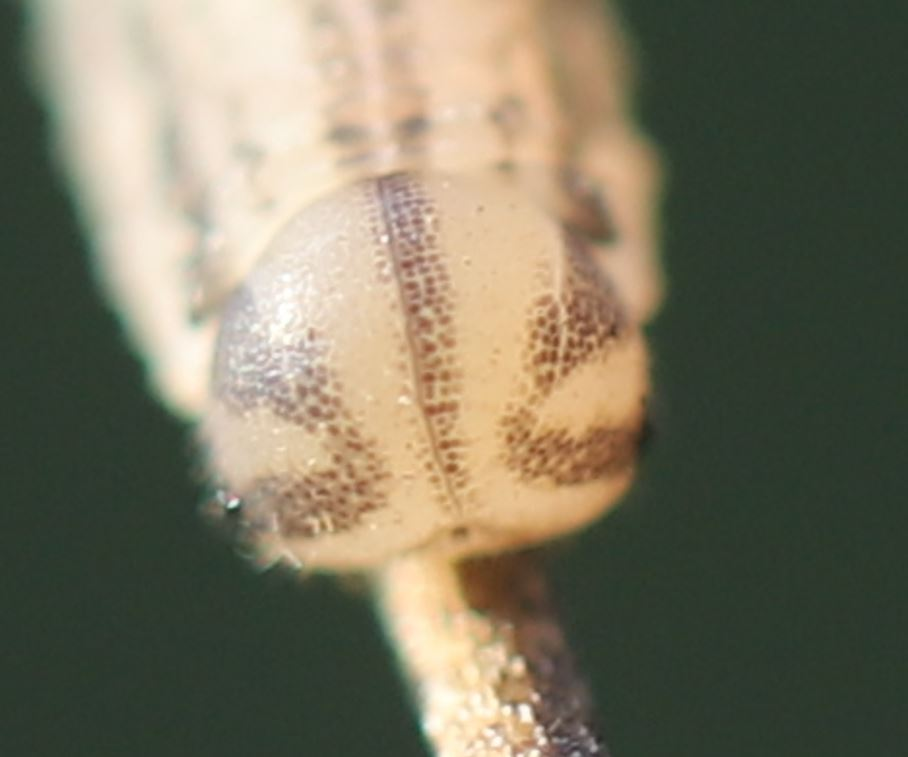
Larve, Frontansicht vom Kopf

Tenthredopsis litterata ist eine Pflanzenwespe aus der Familie der Echten Blattwespen (Tenthredinidae).

## Merkmale
Die mittelgroßen Pflanzenwespen erreichen eine Körperlänge von 10–13 mm. Die Pflanzenwespen sind sehr variabel gefärbt. Eine Farbvariante der Weibchen weist einen schwarzen Kopf, einen schwarzen Thorax sowie eine schwarze vordere Hinterleibshälfte auf. Die hintere Hinterleibshälfte ist orange. Die Augen weisen einen hellen Rand entlang der Innenseite der Augen auf. Die Fühler sind schwarz. Der Thorax kann einen gelben Seitenrand aufweisen, das Schildchen kann gelb gefärbt sein. Es gibt auch eine schwarze Variante des Weibchens. Dabei sind Kopf, Thorax und der gesamte Hinterleib schwarz. Die schlankeren Männchen besitzen einen gelben Kopf und Thorax, beide mit einem schwarzen Fleckenmuster. Der Hinterleib, die Beine und die Fühler sind orange. Die Flügel beider Geschlechter weisen ein schwarz-gelbes Flügelmal auf. Die Weibchen lassen sich anhand der Form des Hypopygiums auf der abdominalen Unterseite von verwandten Arten unterscheiden. Ähnliche Arten, speziell der Weibchen, sind: T. nassata, T. coquebertii und T. scutellaris.

## Verbreitung
Die Art kommt in weiten Teilen Europas vor. Im Norden reicht ihr Vorkommen bis nach Großbritannien und nach Schweden. Im Süden fehlt sie offenbar auf der Iberischen Halbinsel.

## Lebensweise
Tenthredopsis litterata bevorzugt als Lebensraum Wiesen und Hecken. Die Pflanzenwespen beobachtet man insbesondere im Frühjahr und Frühsommer in den Monaten Mai bis Juli. Die Larven entwickeln sich hauptsächlich an Gewöhnlichem Knäuelgras (Dactylis glomerata).

## Taxonomie
In der Literatur werden folgende Synonyme verwendet:
- Tenthredo litterata Geoffroy, 1785
- Tenthredopsis carbonaria (Linnaeus, 1767)